# ベレッタ SO5シリーズ
ベレッタ SO5シリーズ (Beretta SO5 Sciries) は、ベレッタ社の散弾銃のシリーズである。
サイドロック上下二連銃において、最も制作に時間と技術を要求され、銃器職人の制作技術を問われる機構。もっとも壊れにくい（強度が高い）機構はボックスロック。射撃銃としては、性能機能共に最高の部類に分別される種類。
確認できるグレードは、6種類以上と豊富に在り2008年現在、過去のオリンピックでは5個の金メダルを奪取。ワールドカップを初め、国際大会でも多数のメダル獲得に貢献。メダリストの銃はファクトリー（銃器メーカー）によって選手それぞれの体系、射撃方法、嗜好に調整されたチューンアップ銃で外見こそコマーシャルモデルとなっているが銃身素材やチョーク、フォーシングコーンの変更、各部品の仕上げ具合の変更、動バランスの調整と静バランスの調整等、かなりの部分で特別仕様となっている。
SO1より始まり、現在も生産中であり現役。長期間生産されている射撃専用の本格サイドロック銃は、このベレッタ社のみである。技術集約型の非大量生産散弾銃として工場ではカスタムラインで製造される銃であり、コマーシャルラインで製造されるＤＴ10, 680シリーズ等とは異りグレードの高い銃である。